# Ginástica nos Jogos Pan-Americanos de 2019 - Qualificação
A seguir está o sistema de qualificação e ginastas qualificados para as competições da Ginástica nos Jogos Pan-Americanos de 2019, realizadas em Lima, no Peru.

## Cronograma de qualificação
| Evento                                        | Data                       | Local |
| --------------------------------------------- | -------------------------- | ----- |
| Campeonato Pan-Americano de Ginástica de 2018 | 7 a 30 de setembro de 2018 | Lima  |

## Resumo de qualificação
*Na Ginástica Artística, CONs com 5 ginastas inscritos também poderão participar da competição por equipes.
| Nação                    | Artística | Artística | Rítmica    | Rítmica | Trampolim | Trampolim | Total |
| Nação                    | Masculino | Feminino  | Individual | Grupo   | Masculino | Feminino  | Total |
| ------------------------ | --------- | --------- | ---------- | ------- | --------- | --------- | ----- |
| ARG Argentina            | 5         | 5         | 2          |         | 1         | 2         | 15    |
| BOL Bolívia              | 1         | 1         |            |         |           |           | 2     |
| BRA Brasil               | 5         | 5         | 2          | 5       | 1         | 2         | 20    |
| CAN Canadá               | 5         | 5         | 2          | 5       | 2         | 2         | 21    |
| CAY Ilhas Cayman         |           | 1         |            |         |           |           | 1     |
| CHI Chile                | 2         | 5         | 1          |         | 1         |           | 9     |
| COL Colômbia             | 5         | 2         | 2          |         | 1         | 1         | 11    |
| CRC Costa Rica           | 2         | 2         |            |         |           |           | 4     |
| CUB Cuba                 | 5         | 5         | 1          | 5       | 1         |           | 17    |
| DOM República Dominicana | 1         | 2         |            |         |           | 1         | 3     |
| ECU Equador              | 1         |           |            |         |           |           | 1     |
| ESA El Salvador          | 1         | 1         |            |         |           |           | 2     |
| GUA Guatemala            | 1         | 1         |            |         |           |           | 2     |
| JAM Jamaica              | 2         | 2         |            |         |           |           | 4     |
| MEX México               | 5         | 5         | 2          | 5       | 2         | 1         | 20    |
| PAN Panamá               |           | 1         |            |         |           |           | 1     |
| PER Peru                 | 2         | 2         |            |         | 1         |           | 5     |
| PUR Porto Rico           | 2         | 5         | 1          |         |           |           | 8     |
| TRI Trinidad e Tobago    | 1         |           |            |         |           |           | 1     |
| USA Estados Unidos       | 5         | 5         | 2          | 5       | 2         | 2         | 21    |
| URU Uruguai              | 1         | 1         |            |         |           |           | 2     |
| VEN Venezuela            | 5         | 1         | 1          | 5       |           | 1         | 13    |
| Total: 22 COns           | 57        | 57        | 16         | 30      | 12        | 12        | 184   |

## Artística
As oito melhores equipes de cada evento qualificaram cinco ginastas cada. As equipes 9 a 13 qualificaram dois ginastas cada. Foram disponibilizadas mais sete vagas (por gênero) para qualificação individual (com um máximo de uma cota por gênero e por nação).
| Evento                           | Critérios                                                     | Qualificado | Ginastas por CON | Total |
| -------------------------------- | ------------------------------------------------------------- | --- | ---------------- | ----- |
| Campeonato Pan-Americano de 2018 | Equipes 1–8                                                   | CUB Cuba USA Estados Unidos BRA Brasil CAN Canadá COL Colômbia MEX México VEN Venezuela ARG Argentina            | 5                | 40    |
| Campeonato Pan-Americano de 2018 | Posições de equipe 9–13                                       | PUR Porto Rico PER Peru CRC Costa Rica CHI Chile JAM Jamaica                                                     | 2                | 10    |
| Campeonato Pan-Americano de 2018 | Individual geral dos 7 melhores países ainda não qualificados | DOM República Dominicana GUA Guatemala URU Uruguai TRI Trinidad e Tobago ECU Equador ESA El Salvador BOL Bolívia | 1                | 7     |
| TOTAL                            |                                                               | |                  | 57    |

### Feminino
| Evento                           | Critérios                                                     | Qualificado                                                                                         | Ginastas por CON | Total |
| -------------------------------- | ------------------------------------------------------------- | --------------------------------------------------------------------------------------------------- | ---------------- | ----- |
| Campeonato Pan-Americano de 2018 | Equipes 1–8                                                   | USA Estados Unidos BRA Brasil MEX México ARG Argentina CUB Cuba CAN Canadá CHI Chile PUR Porto Rico | 5                | 40    |
| Campeonato Pan-Americano de 2018 | Lugares de equipe 9–13                                        | COL Colômbia CRC Costa Rica JAM Jamaica PER Peru DOM República Dominicana                           | 2                | 10    |
| Campeonato Pan-Americano de 2018 | Individual geral dos 7 melhores países ainda não qualificados | GUA Guatemala VEN Venezuela BOL Bolívia ESA El Salvador CAY Ilhas Cayman URU Uruguai PAN Panamá     | 1                | 7     |
| TOTAL                            |                                                               | |                  | 57    |

## Rítmica
As seis melhores nações na prova individual do Pan-Americano qualificaram dois ginastas. As últimas quatro vagas foram para as quatro primeiras nações na prova individual, que não conquistaram nenhuma cota (cada uma com uma ginasta). As seis melhores nações do evento de grupos também se classificaram, com cada grupo composto por 5 ginastas. Se o país anfitrião não se classificou, o comitê organizador precisará fornecer uma cota adicional para o país competir.

### Individual
| Evento                                                | Ginastas por CON | Qualificado                                                                    |
| ----------------------------------------------------- | ---------------- | ------------------------------------------------------------------------------ |
| Evento individual do Campeonato Pan-Americano de 2018 | 2                | USA Estados Unidos MEX México BRA Brasil CAN Canadá COL Colômbia ARG Argentina |
| Evento individual do Campeonato Pan-Americano de 2018 | 1                | PUR Porto Rico VEN Venezuela CUB Cuba CHI Chile                                |
| TOTAL                                                 | 16               |                                                                                |

### Grupo
| Evento                                               | Critérios  | Qualificado                                                                |
| ---------------------------------------------------- | ---------- | -------------------------------------------------------------------------- |
| Evento de grupos do Campeonato Pan-Americano de 2018 | 6 melhores | MEX México USA Estados Unidos BRA Brasil CAN Canadá CUB Cuba VEN Venezuela |
| TOTAL                                                | 6          |                                                                            |

## Trampolim
Os três melhores países, definidos pelos dois primeiros resultados da prova individual do Campeonato Pan-Americano, classificaram dois ginastas em cada respectiva prova. As últimas seis vagas em cada prova foram para as seis primeiras nações na prova individual, que não conquistaram nenhuma cota. O país-sede, Peru, tem cota garantida caso não se classifique e ocuparia o lugar do 12º colocado atleta.

### Masculino
O Peru não ficou entre os 12 primeiros colocados e seu atleta melhor colocado ficou com a vaga final.
| Evento                                                | Ginastas por CON | Total | Qualificado                                              |
| ----------------------------------------------------- | ---------------- | ----- | -------------------------------------------------------- |
| Evento individual do Campeonato Pan-Americano de 2018 | 2                | 6     | USA Estados Unidos CAN Canadá MEX México                 |
| Evento individual do Campeonato Pan-Americano de 2018 | 1                | 5     | COL Colômbia BRA Brasil ARG Argentina CUB Cuba CHI Chile |
| Nação anfitriã                                        | 1                | 1     | PER Peru                                                 |
| TOTAL                                                 |                  | 12    |                                                          |

### Feminino
Apenas 8 nações competiram no torneio de qualificação, o que significou que o quarto colocado recebeu uma vaga extra.
| Evento                                                | Ginastas por CON | Total | Qualificado                                                    |
| ----------------------------------------------------- | ---------------- | ----- | -------------------------------------------------------------- |
| Evento individual do Campeonato Pan-Americano de 2018 | 2                | 8     | CAN Canadá USA Estados Unidos BRA Brasil ARG Argentina         |
| Evento individual do Campeonato Pan-Americano de 2018 | 1                | 4     | MEX México VEN Venezuela DOM República Dominicana COL Colômbia |
| TOTAL                                                 |                  | 12    |                                                                |